# 約翰·威廉·波里道利
約翰·威廉·波里道利（英語：John William Polidori，1795年9月7日—1821年8月24日）是英國作家、醫生。他是拜伦的私人医师，其1819年短篇故事《吸血鬼》是歷史上首部現代化吸血鬼小说。

## 生平
他的作品以浪漫主義運動和奇幻小說而聞名，也是吸血鬼小說的創造者。他最成功的作品是1819年短篇故事《吸血鬼》，是歷史上首部現代化吸血鬼的故事。

## 相關資料
- Frayling, Christopher, , 1992, ISBN 0-571-16792-6.
- Carrère, Emmanuel,  [Gothic Romance], 1984, ISBN 0-684-19199-7.

## 外部連結
- . . London: Smith, Elder & Co. 1885–1900.
- John William Polidori的作品  - 古騰堡計劃
  - Project Gutenberg's E-Text （页面存档备份，存于） of "The Vampyre"
- 互联网档案馆中約翰·威廉·波里道利的作品或与之相关的作品
- 來自約翰·威廉·波里道利的LibriVox公共領域有聲讀物